# Jakop Dalunde
Jakop Dalunde (nascido em 2 de fevereiro de 1984) é um político sueco que serviu como membro do Parlamento Europeu (MEP) pela Suécia de 2016 a 2019 desde fevereiro de 2020. Ele é membro do Partido Verde, parte do Partido Verde Europeu.

## Carreira política
Além das suas atribuições nas comissões, Dalunde fez parte das delegações do Parlamento para a Rússia (2016-2017), Moldávia (2016-2017) e Índia (desde 2020). De 2017 a 2019, foi membro da delegação à Assembleia Parlamentar da União para o Mediterrâneo.